# Lu Lin
Lu Lin (chinês: 吕林:6 de abril de 1969) é um ex-mesa-tenista chinês.

## Carreira
Lu Lin representou seu país nos Jogos Olímpicos de 1992 e 1996, na qual conquistou a medalha de ouro e prata em duplas.